# Lista de governantes mongóis

O Mapa do império Mongol ao decorrer dos anos

O Império Mongol foi um império asiático, que durou entre 1206 e 1368, foi o segundo maior império da historia da humanidade este império se estendeu ate o leste da Europa, este império foi fundado por Gêngis Cã, que foi um dos maiores guerreiros da historia.

## Lista de Imperadores
| Imperador       | Imagem | Início do Governo      | Fim do Governo         | Vida        | Notas                                   |
| --------------- | ------ | ---------------------- | ---------------------- | ----------- | --------------------------------------- |
| Gêngis Cã       |        | 1206                   | 18 de Agosto de 1227   | 1162 - 1227 | Expandiu o império ate o norte da China |
| Tolui Cã        |        | 25 de Agosto de 1227   | 13 de Setembro de 1229 | 1192 - 1232 | Regente                                 |
| Oguedai Cã      |        | 13 de Setembro de 1229 | 11 de Dezembro de 1241 | 1186 - 1241 |                                         |
| Toreguene Catum |        | 1241                   | 24 de Agosto de 1246   | 1241 - 1246 | Coroado ainda Recém-Nascido             |
| Guiuque Cã      |        | 24 de Agosto de 1246   | 20 de Abril de 1248    | 1206 - 1248 |                                         |
| Ogul Caimis     | -      | 1248                   | 1251                   | ?? - 1251   | Regente                                 |
| Mangu Cã        |        | 01 de Julho de 1251    | 11 de Agosto de 1259   | 1208 - 1259 | Invadiu a Europa em 1242                |
| Arigue Buga     |        | 11 de Agosto de 1259   | 21 de Agosto de 1264   | 1219 - 1266 | Dominou a Manchúria                     |

### Dinastia Yuan
| Imperador                | Imagem | Início do Governo                                                  | Fim do Governo                             | Vida        | Notas                    |
| ------------------------ | ------ | ------------------------------------------------------------------ | ------------------------------------------ | ----------- | ------------------------ |
| Cublai Cã                |        | 05 de Maio de 1260 (Dinastia Yuan) 21 de Agosto de 1264 (Mongólia) | 18 de Fevereiro de 1294                    | 1215 - 1294 | Era o Imperador de Yuan. |
| Temür Khan               |        | 10 de Maio de 1294                                                 | 10 de Fevereiro de 1307                    | 1265 - 1307 |                          |
| Külüg Khan               |        | 21 de Fevereiro de 1307                                            | 27 de Janeiro de 1311                      | 1281 - 1311 |                          |
| Ayurbarwada Buyantu Khan |        | 07 de Abril de 1311                                                | 01 de Março de 1320                        | 1285 - 1320 |                          |
| Gegeen Khan              |        | 19 de Abril de 1320                                                | 04 de Setembro de 1323                     | 1302 - 1323 |                          |
| Yesün Temür              | -      | 04 de Outubro de 1323                                              | 15 de Agosto de 1328                       | 1293 - 1328 |                          |
| Ragibagh Khan            | -      | Outubro de 1328                                                    | 14 de Novembro de 1328                     | 1320 - 1328 |                          |
| Jayaatu Khan Tugh Temür  |        | 14 de Novembro de 1328                                             | 02 de Setembro de 1329                     | 1304 - 1332 |                          |
| Khutughtu Khan Kusala    |        | 27 de Fevereiro de 1329                                            | 30 de Agosto de 1329                       | 1300 - 1329 |                          |
| Rinchibal Khan           |        | 23 de Outubro de 1332                                              | 14 de Dezembro de 1332                     | 1326 - 1332 |                          |
| Toghon Temür             |        | 19 de Julho de 1333                                                | 1368 (Mongolia) 23 de Maio de 1370 (China) | 1320 - 1370 | Ultimo Impérador Mongol  |

## Ilcanato
- Hulegu (1256-1265)
- Abaca (1265-1282)
- Tekuder (1282-1284)
- Arghun (1284-1291)
- Gaykhatu (1291-1295)
- Gazã (1295-1304)
- Öljeitü (1304-1316)
- Abu Sa'id (1316-1335)
- Arpa Ke'un (1335-1336)
- Musa (1336-1337)
- Muhammad (1337-1338)

## Horda Azul
- Batu Cã (1227-1255)
- Sartaque (1255-1256)
- Ulagueche (1256-1257)
- Berque (1257-1267)
- Mangu Temir (1267-1282)
- Tuda Mengu (1282—1287)
- Tula Buga (1287—1291)
- Tocta (1291—1312)
- Uzbek Khan (1312-1342)
- Jani Begue (1342—1357)
- Berdi Begue (1357—1359)
- Mamai (1361 - 1380)

## Horda Branca
- Orda Cã (1226- anos 1250)
- Congurã (anos 1250 - anos 1270)
- Kochu (anos 1270 - 1302)
- Buyan (1302-1309)
- Sasibuqa (1309-1315)
- Ilbasan (c.1315-1320)
- Mubarak Khwaja (1320-1344)
- Chimtay (1344-1374)
- Urus (1374-1376)
- Toqtaqiya (1376-1377)
- Temur Maleque (1377)
- Toquetamis (1377-1378)

## Horda de Ouro
- Toquetamis (unificação das Hordas Azul e Branca em uma só entidade) (1380-1395)
- Temur Qutlugh (1395 - 1399?)
- Seyid Akhmed (1433? - ?)
- Makhmud (1459-1465)
- Akhmat (1465-1481)
- Shayk Ahmad (1481-1498, 1499-1502)
- Murtada (1498-1499)

## Canato de Chagatai
- Chagatai Cã (1227-1242)
- Alghu
- Baraque Cã
- Kaidu( -1301)
- Duwa
- Tughlugh Timur (1347-1363)
- Tamerlão (1365-1405)

## Ver Também
Império Mongol